# Roz-Landrieux

Roz-Landrieux este o comună în departamentul Ille-et-Vilaine, Franța. În 1 ianuarie 2022 avea o populație de 1.376 de locuitori.